# Murallas de Labraza
El recinto amurallado de Labraza rodea la localidad perteneciente al municipio de Oyón en la provincia de Álava.
Con el transcurrir de los años las viviendas han utilizado sus muros, pasando a formar parte de las mismas, aun así, todavía se pueden distinguir varios torreones y una puerta de acceso.

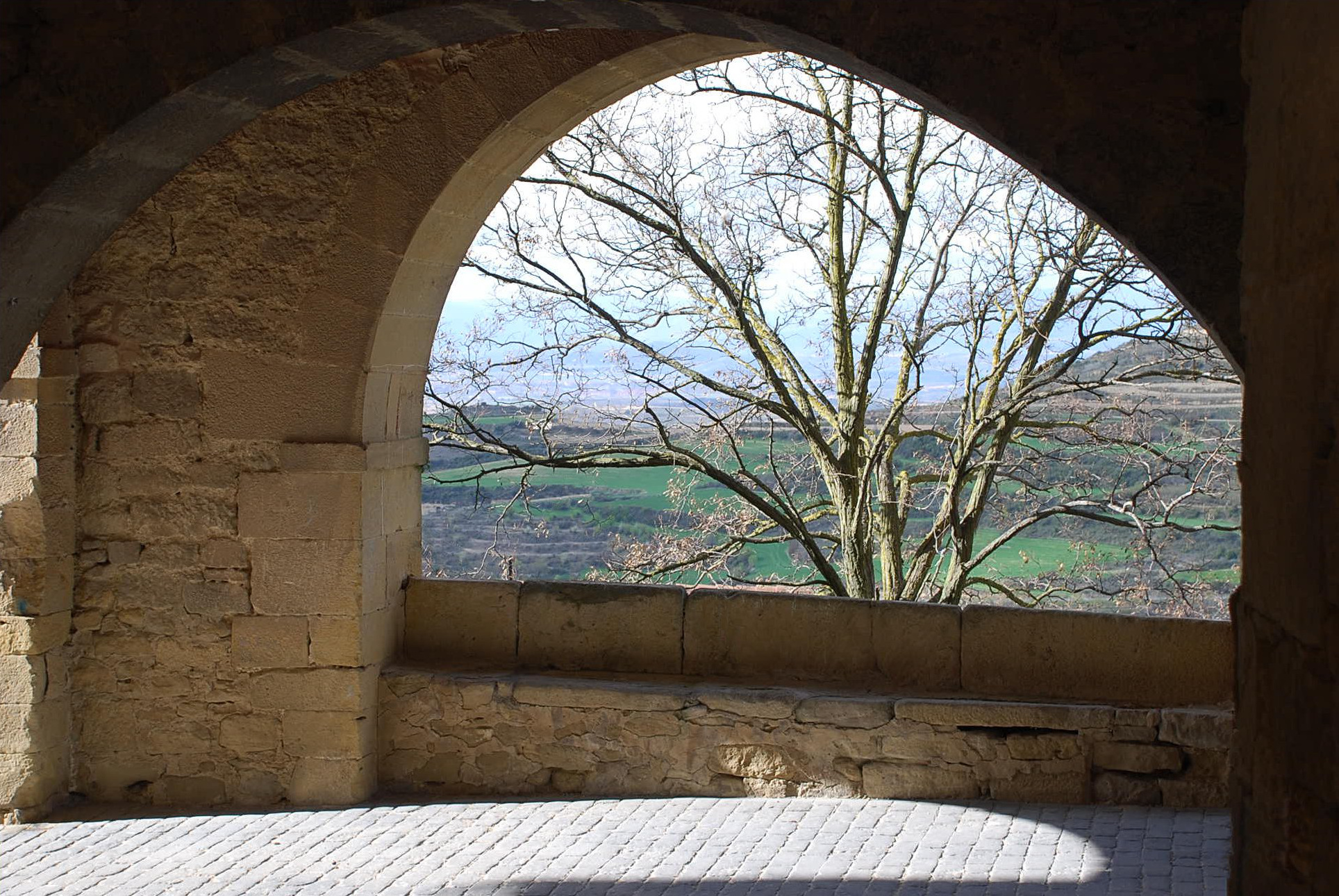
Acceso a Labraza.